# يوسف أباد (علي أباد كرمان)
یوسف أباد (بالفارسية: یوسف‌آباد) هي منطقة سكنية تقع في إيران في Aliabad Rural District. يقدر عدد سكانها بـ 1,097 نسمة .